# Renê Santos
Renê Santos (Salvador, 21 april 1992) is een Braziliaans voetballer.

## Carrière
Santos begon zijn carrière in 2011 bij Grêmio. Hij tekende in 2013 bij FC Zestafoni. Santos speelde tussen 2015 en 2017 voor FC Dinamo Tbilisi. Met deze club werd hij in 2015/16 kampioen van de Erovnuli Liga. In 2017 keerde hij terug naar Brazilië waar hij voor EC Vitória, Atlético Goianiense en Paraná Clube ging spelen. Hij tekende in 2019 bij CS Marítimo.